# Joseph-Édouard Barès
Joseph-Édouard Barès (Azul, 27 novembre 1872 – Aspet, 27 agosto 1954) è stato un generale e aviatore francese.
Veterano della prima guerra mondiale fu il primo aviatore francese ad essere elevato la rango di generale d'armata aerea, e il primo Capo di stato maggiore dell'Armée de l'air.

## Biografia
Nacque ad Azul (Argentina), dove la sua famiglia originaria di Pointis-Inard si era stabilita, il 27 novembre 1872, figlio di Joseph e Magdeleine Dhers. Nel corso del 1876 la sua famiglia fece rientrò in Francia, stabilendosi a Tolosa. In quella città compì gli studi iniziali, prima di frequentare il Liceo a Montauban. Entrò all'École spéciale militaire de Saint-Cyr, (Promotion Siam), nel 1892, uscendone come sottotenente della Fanteria di marina nel 1896. Per il suo primo incarico fu assegnato al 3º Reggimento di fanteria di marina di stanza a Rochefort. Tra il 1895 e il 1896 prese parte alla campagna militare del Madagascar, sotto gli ordini del Governatore generale Joseph Simon Gallieni. Il 15 settembre 1897 rientrò a Rochefort, assegnato, in qualità di tenente, al 7º Reggimento fanteria di marina.  Si sposò con la signorina Henriette Tuttard, che gli darà due figli Edouard (1899-1923) e Madeleine (1903-1911).
Promosso capitano nel 1907, in quell'anno incominciò ad interessarsi al mondo dell'aviazione, e ottenne il brevetto di pilota nel 1911. Durante la Prima guerra balcanica del 1912 tra Grecia e Impero Ottomano fece parte di una missione militare francese a seguito dell'armata greca. Primo aviatore francese a ricevere il battesimo del fuoco, al suo rientro in patria fu nominato Chef de battalion, e incaricato del comando del Centro aeronautico presso l'Accademia di Saint-Cyr. Allo scoppio del primo conflitto mondiale ricevette il comando dei reparti dell'aviazione destinati ad operare in sostegno della IVe Armée del generale Fernand de Langle de Cary.
Il 13 settembre 1914 il generale Joseph Joffre lo nominò Direttore del Servizio Aeronautico (Directeur du Service Aéronautique) presso il Grand Quartier General (GHQ), con responsabilità di tutto ciò che volava in Francia, compresi gli aerostati e i palloni da osservazione. Fautore dell'offensiva contro le industrie tedesche, creò la prima aviazione da bombardamento, ma vietò gli attacchi contro le città e gli obiettivi civili. Nel settembre 1915 fu promosso tenente colonnello, ma con la nomina del generale Robert Georges Nivelle a nuovo Capo di Stato maggiore dell'Esercito, nel dicembre 1916 fu sostituito dal comandante Paul du Peuty. Il 15 febbraio 1917 assunse l'incarico di comandante dell'aviazione del fronte est, con responsabilità particolare del settore di Verdun. Vittima di una polmonite contratta in volo, fu ricoverato in ospedale da dove uscì il 31 maggio con il grado di colonnello di fanteria.
Tra il 14 giugno e il 1º ottobre 1919 fu inviato a Praga, in Cecoslovacchia, dove assunse il comando di una Brigata aerea, impiegata in azione contro le forze ungheresi di Béla Kun, che avanzavano rivendicazioni sui territori cecoslovacchi abitati da maggioranza ungherese. A missione compiuta, il 29 dicembre dello stesso anno, si sposò a Parigi con la signorina Amélie Quennec (1881-1923), che gli darà un figlio José. Poco tempo dopo partì per l'Austria come membro della Commissione Inter-Alleata di Controllo aeronautico, incaricato di ricercare diversi tipi sperimentali di aerei, che erano stati smontati e mimetizzati. Durante la missione in Austria ebbe modo di visitare, ed ammirare, l'Accademia di Equitazione di Vienna.
Creatore e direttore del Centro di studi aeronautici di Versailles Petites Ecuries, il 20 marzo 1923 fu promosso al grado di generale di brigata aerea. Il 9 marzo 1927 fu promosso al grado di generale di divisione aerea. Il 5 febbraio 1929 fu elevato al rango di generale d'armata aerea, ed assunse l'incarico di Ispettore Generale dell'Aeronautica militare e Vicepresidente del Consiglio superiore dell'Aviazione. Il 4 gennaio 1931 fu nominato Capo di Stato Maggiore delle Forze Aeree, incarico mantenuto fino al 26 agosto dello stesso anno, ricoprendolo nuovamente tra il 16 gennaio 1933 e il primo aprile dello stesso anno. Nel settembre 1933 accompagnò il ministro Pierre Cot in una visita a Mosca. Durante questa visita fu nominato generale onorario della V-VS, ma ebbe modo di assistere alle grandi manovre militari dove scoprì cose inaspettate, come l'uso massiccio di truppe paracadutate e attacchi in massa di aerei da assalto contro obiettivi terrestri. Il 15 febbraio 1934 fu nominato Capo di Stato Maggiore della neocostituita Armée de l'air.  Mantenne tale incarico fino al 2 settembre dello stesso anno, quando fu rimpiazzato dal generale Picard. In quell'anno fu insignito della Gran Croce della Legion d'Onore.
Il 15 dicembre 1936 fu insignito della Médaille militaire, caso rarissimo per un ufficiale generale dell'esercito, e la prima volta di uno dell'Armée de l'air. Il 15 gennaio 1937, durante il corso delle più grandi manovre aeree mai effettuate dell'Armée de l'Air, sull'aeroporto di Le Bourget, in presenza del Maresciallo Pétain e del generale Gouraud, Governatore militare di Parigi, il Ministro Cot gli appuntò sul petto la decorazione.
Ritiratosi a vita privata dapprima a Tolosa, e poi ad Aspet (Alta Garonna) nella casa della sua terza moglie Jeanne Buffelan, vedova di Joseph Ruau, si spense il 27 agosto 1954. La sua salma riposa nel locale cimitero. Una delle strade di Tolosa porta il suo nome, mentre nel 2009 anche il comune di Cugnaux gli ha intitolato una via.